# Yasuhiko Sugimura
 (mai 2023).
Si vous disposez d'ouvrages ou d'articles de référence ou si vous connaissez des sites web de qualité traitant du thème abordé ici, merci de compléter l'article en donnant les références utiles à sa vérifiabilité et en les liant à la section « Notes et références ».
Yasuhiko Sugimura, né à Osaka le 19 décembre 1965, est un philosophe japonais. Professeur à l'université de Kyoto, il est spécialiste de philosophie française et de philosophie de la religion.

## Biographie
Après des études de philosophie à la faculté de lettres de l'université de Kyoto, il part en France au début des années 1990 pour étudier la pensée de Paul Ricœur, à l'université Paris I (où il obtient un DEA sous la direction de Robert Misrahi) et à l'Institut catholique de Paris (où il travaille sous la direction de Jean Greisch). Avec Ricœur en particulier, il gardera un lien d'amitié durable. En 1996, il soutient sa thèse de philosophie à l'université de Kyoto et enseigne depuis dans cette même université.
Il a été professeur invité à l’École normale supérieure (mai 2010), à l'université de Bourgogne (mars 2017) et titulaire de la Chaire Étienne Gilson en 2021-2022. 

## Thèmes de recherche
Sa spécialité principale est la philosophie de la religion, qu'il aborde à partir de la tradition française (en particulier la pensée de Ricœur) et de la tradition japonaise de l'école de Kyoto, qu'il contribue à faire connaître en France.
Il est également traducteur : il a traduit en français des textes de Kitaro Nishida et de Hajime Tanabe et, en japonais, l'Essai sur le mal de Jean Nabert et Ontologie et temporalité de Jean Greisch.

## Prix
- 1998 : prix de la Société japonaise d'études religieuses.
- 2010 : docteur honoris causa de la Faculté de théologie protestante de Paris.

## Publications
Ne sont indiqués ici que certains de ses articles disponibles en français, ainsi que ses traductions : 

### Ouvrage
- Témoignage et éveil de soi. Pour une autre philosophie de la religion, Paris, PUF, 2023[3].

### Articles
- « Auto-éveil et témoignage – philosopher autrement :l’École de Kyoto en comparaison avec la philosophie française post-heideggerienne », article publié en deux parties dans la revue Philosophie n° 125, mars 2015, p. 44-62 et n° 126, juin 2015, p. 28-49.
- « Le lieu de vérités superposées ? Le lieu du néant absolu selon Nishida Kitarô, entre le philosophique et le religieux », Cités  n° 62, Paris, PUF, juin 2015, p. 89-99.

### Traductions
- Kitaro Nishida, La logique du lieu et la vision du monde religieuse (1945), Paris, Éditions Osiris, 1999.

- Hajime Tanabe, La logique de l’être-social, chap.3 (traduction accompagnée d'une introduction au texte), dans Annales bergsoniennes VI. Bergson, le Japon, la catastrophe, Paris, PUF, 2013, p. 63-89.

- Hajime Tanabe, Ontologie de la vie ou la dialectique de la Mort ? (traduction accompagnée d'une introduction), dans Michel Dalissier, Shin Nagai, Yasuhiko Sugimura（éd.), Philosophie japonaise. Le néant, le monde et le corps, Paris, Vrin, 2013, p. 283-314.